# Карнавал (песня)
«Карнавал» — синти-поп-композиция советского диск-жокея Сергея Минаева, впервые записанная на кассетный магнитофон в гостинице «Интурист» в 1985 году. Была перезаписана в студии Муслима Магомаева в 1986 году и выпущена на магнитоальбоме «Коллаж» (1986).
Одна из первых советских записей в стиле «рэп». Впервые была исполнена в студенческом лагере МЭИ возле Алушты летом 1984 года. Музыкальной основой для композиции послужил инструментальный трек сингла 1982 года «Stars de la Pub» французского синти-поп-дуэта Movie Music. Автором текста является Минаев. Видеоклип на песню «Карнавал» был впервые показан в телепередаче «Весёлые ребята» по Первой программе ЦТ 13 декабря 1986 года.

## Содержание
Сергей Минаев известен своими перепевками зарубежных песен на русском языке, и эта песня тоже стала результатом такой деятельности. В основе песни лежит музыка синти-поп-дуэта Movie Music из песни «Stars de la Pub» (1982).
Слова из песни «Палитрой красок блещет карнавал» являются прочно устоявшимся словосочетанием.

## Видеоклип
Видеоклип был снят создателями телепередачи «Весёлые ребята», Андреем Кнышевым (редактор) и Виктором Крюковым (режиссёр), в Москве 11 мая 1986 года. Однако в эфир Первой программы ЦТ передача вышла 13 декабря 1986 года. Ролик является результатом реализации схемы взаимодействия студийных камер, студийных аппаратных, аппаратных видеомонтажа и видеозаписи. Видео танцующего Минаева проходило последовательно через 15 видеоаппаратных, и каждая аппаратная накладывала свой видеоэффект. В шестнадцатой записывалось полученное видео. Для выхода в эфир видеоклипа со столь «буржуазным» названием перед его показом были продемонстрированы идеологические лозунги.

## Позиции в чартах
| Год  | Чарты                                                          | Высшая позиция |
| ---- | -------------------------------------------------------------- | -------------- |
| 1986 | «Звуковая дорожка МК», «Top 30 Hits» (песни декабря 1986 года) | «Карнавал»: 4  |
| 1987 | «Звуковая дорожка МК», «Top 30 Hits» (песни января 1987 года)  | «Карнавал»: 3  |

В январе 1987 года песня «Карнавал» заняла 4 место в списке «Лучших песен декабря» в ежемесячном хит-параде «Top 30 Hits» в рубрике «Звуковая дорожка» газеты «Московский комсомолец». А в феврале — третье место в списке «Лучших песен января».
По данным интернет-проекта Moskva.FM, композиция «Карнавал» является самой популярной песней Минаева на радио, она была в ротации нескольких российских радиостанций с 2008 по 2015 год. За семь лет её прослушали 734 тысячи раз.